# Ravne na Koroškem
Rávne na Koróškem (izgovarjava [ˈɾáːwnɛ na kɔˈɾóːʃkɛm] (), na Ravnah na Koroškem) (nemško Gutenstein in Kärnten) so mesto na Koroškem, središče Mežiške doline in slovenskega dela zgodovinske dežele Koroške, skupaj s Slovenj Gradcem in delno Dravogradom pa tudi Koroške statistične regije. Znane so po formi vivi in štiristoletni jeklarski tradiciji. So gonilna sila koroškega gospodarstva, torej gospodarsko središče koroške regije. Na Ravnah je Višja strokovna šola Ravne in Koroški center sodobnih tehnologij ter Gimnazija Ravne na Koroškem.

## Ime
Do pridobitve statusa mesta leta 1952 so se Ravne na Koroškem imenovale Guštanj. Občina obsega še predele Javornik, Čečovje, Na Šancah, Na Gradu, Janeče in Dobja vas.

## Lega
Mesto leži v razgibani pokrajini spodnje Mežiške doline, stisnjene v široko kotlino, ki jo obrobljajo bogati gozdovi, z južne strani pa stoji v ozadju Uršlja Gora. To je najbolj poseljen del Koroške, kjer se mesto Ravne že stika s sosednjimi Prevaljami. Danes so Ravne upravno, gospodarsko, izobraževalno, športno in kulturno središče Mežiške doline.

## Zgodovina
Okolica Raven je bila poseljena že v antiki, saj je skozi kraj vodila rimska cesta. 
Na mestu železarne so našli rimsko keramiko, mozaične kamenčke, opeko in denar. Prvič se Ravne omenjajo leta 1248 kot Guttenstein, kot trg pa leta 1317. V 14. stoletju postane Guštanj deželno knežji trg in je dobil pravico do štirih letnih sejmov in do pobiranja sejmnine.
Od konca 16. stoletja je trg imel grb in uradni pečat zelene barve, ki predstavlja drevo s tremi krošnjami. Tržani so bili osebno svobodni, toda trška samouprava ni bila popolna. Guštanj je bil trgovsko in obrtno središče (čevljarji, kovači, lončarji, usnjarji, barvarji, rokavičarji, glavničarji). Krojaški ceh je v Guštanju deloval od leta 1749. V 16. in 17. stoletju je trg pridobil pravice do novih treh letnih sejmov, ki so pospeševali razvoj trgovine in obrti.
Začetki železarstva segajo v leto 1620. Po letu 1774 se je začela industrijska izdelava železa, ko so ob reki Meži delovale prve kovačnice in žebljarne. Leta 1807 so fužinske obrate kupili grofje Thurni, ki so do konca stoletja širili izdelavo železnih in jeklenih izdelkov. Leta 1848 je v premogovnikih in železarskih delavnicah v Guštanju, na Prevaljah, Črni, Mežici in na Lešah delalo več kot 1200 delavcev. Leta 1863 je kraj dobil železniško povezavo, ki je omogočila nagel gospodarski razvoj v drugi polovici 19. stoletja . Osnova za razvoj je bilo jeklarstvo, ki je šele s propadom fužinarstva v Črni, Mežici in na Prevaljah dobilo možnost za nadaljnji razvoj. Že pred prvo svetovno vojno so kvalitetno ravensko jeklo prodajali na Bližnji in Daljni vzhod ter v Rusijo.
Konec tridesetih let so začeli v železarni razen plemenitih jekel izdelovati tudi končne izdelke za potrebe kmetijstva, prometa in železnice. Zaradi razvoja jeklarstva je na Ravnah zaostala druga gospodarska dejavnost, zlasti obrt. Razvoj ravenske železarne sta pospešili obe svetovni vojni, ko je delovala kot vojno podjetje. Odločilni razvoj se je začel z letom 1946, ko so zgradili livarno in valjarno kvalitetnega jekla, mehanično delavnico za pnevmatična kladiva in kovačnico. Ko so železarno v celoti elektrificirali, so dogradili še valjarno, halo za izdelavo industrijskih nožev, kalilnico, lužilnico in kemijski laboratorij. Z razvojem jeklarske industrije se je izredno hitro razvijal tudi kraj, ki je leta 1952 postal mesto in spremenil ime iz Guštanja v Ravne na Koroškem.

## Gospodarstvo
Na tem območju je strnjena skoraj 400 letna železarska tradicija. Železarna Ravne je bila nekoč ne samo ponos Slovenije, ampak tudi Jugoslavije. Kljub njenemu razpadu so Ravne še vedno vodilno industrijsko mesto na Koroškem in v Sloveniji. Na območju nekdanje Železarne Ravne je preko 200 različnih podjetij, med katerimi po uspehu in velikosti najbolj izstopajo:
- SIJ Metal Ravne d.o.o.
- SIJ Ravne Systems d.o.o.

Na Ravnah je največja strnjena industrijska cona na Koroškem. Poleg industrijske cone je tudi zelo razvita poslovna cona, v kateri ima svoje obrate nekaj znanih podjetij:
- Slemenšek d.o.o.
- Slatin d.o.o
- Javno komunalno podjetje Ravne d.o.o.

V zadnjem času se v Ravnah razvija tudi turistična panoga, ki pa je zaenkrat v povojih oz. ni pravega načina trženja le-teh.

## Šport
Na Ravnah je mogoče igrati od nogometa, do namiznega tenisa, plavanja, kolesarjenja, skratka pogoji za rekreacijo na Ravnah so nadpovprečjem marsikaterih slovenskih mest. Ob pomoči Železarne Ravne je bil zgrajen DTK (Dom Telesne Kulture), v katerem je zimski bazen, savne, fitnes, dvorana za namizni tenis, dve majhni telovadnici in moderno kegljišče. Zraven DTK-ja je stadion, ki omogoča vadbo praktično vseh olimpijskih disciplin. Zraven stadiona je tudi moderen olimpijski bazen, ob njem pa novo nogometno igrišče z umetno travo. Nad stadionom se dviga smučišče Poseka z vlečnico, ki ima dve progi, pozimi pa ga tudi umetno zasnežujejo. Smučišča na pobočjih Uršlje gore ter Pece kot tudi v dolinah nudijo obilo užitkov izkušenim smučarjem in še posebej začetnikom ter družinam z otroki. Grajski park, v katerem najdemo mnoge, tudi neavtohtone vrste dreves, nudi mnogo možnosti za oddih in rekreacijo. Ob parku so tudi 3 igrišča za tenis, odbojka na mivki, košarkarsko igrišče in malo nogometno igrišče z umetno travo. 
Preko 1.000 km označenih ali na zemljevide vrisanih kolesarskih tur različnih vrst in težavnosti. Brezmejno kombiniranje tur med gorami, na gore, okoli ali kar skozi njih predstavlja pohodniška in kolesarska doživetja na Koroškem. Obiščite prvi gorskokolesarski park v Sloveniji, edinstveno podzemno kolesarjenje, »singl traile« za gorske kolesarje ter številna tekmovanja in ostale kolesarske prireditve. Za aktivno preživljanje prostega časa kot tudi za priprave vrhunskih športnikov je v športnem centru Ravne na enem mestu v obsegu 500 metrov na razpolago vsa potrebna športna in ostala infrastruktura. Doživite Koroško aktivno!

## Kultura
Ravne so poznane tudi po džezu. Preko celega leta poteka abonma Jazz Ravne, jeseni vsako leto pa Festival slovenskega jazza.
»Kulturno društvo Drugi zvoki« je organizator koncertov, izobraževanj in drugih dejavnosti, povezanih z džezom. Od leta 2007 delujejo kot združenje prostovoljcev, ljubiteljev džezovske glasbe. Poleg predstavitev že uveljavljenih slovenskih in tujih izvajalcev odpirajo vrata obetavnim mladim glasbenikom, del programa pa zapolnjujemo tudi z vse močnejšo lastno produkcijo.
Društvo koroških likovnikov, ustanovljeno leta 1977, združuje člane (umetnik, kipar, slikar, rezbar, fotograf, oblikovalec ...) koroške regije, širše po Sloveniji in delu avstrijske Koroške tako na ljubiteljski kot profesionalni ravni.
Nad Kotljami je na Preškem vrhu Prežihova bajta, ki je od leta 1979 spominski muzej slovenskega pisatelja Lovra Kuharja - Prežihovega Voranca (1893 – 1950). Bajta je značilna koroška stavba malega kmeta »bajtlerja«, ki nas z urejeno notranjostjo spominja na značilno okolje Prežihove mladosti, o Prežihovem delu pa pričajo življenjepisne in leposlovne drobtinice v muzeju.
Prežihova bajta je tudi etnografsko zanimiva. Prislonjena je ob sončno reber Preškega vrha, od koder je lep razgled na Kotlje ter celo hotuljsko kotlino na vzhodni in na košato Uršljo goro na južni strani. Notranja razporeditev prostorov hiše in »štiblca« je značilna za tip hiš s črno kuhinjo. Skupaj s hlevom predstavlja bajta vzporedni tip kmečkega doma, tudi stanovanjski in gospodarski objekti so prilagojeni velikosti zemljišča. Prežihovo bajto so kupili Kuharjevi leta 1911. Od tod je torej odhajal mladi Voranc v svet in sem se je vračal. Tu se je skrival s svojimi somišljeniki med obema svetovnima vojnama in sem so v letih diktature in druge svetovne vojne romale njegove misli, ko je moral biti brezdomec v mnogih tujih deželah. Tu so svoja mladostna leta preživeli tudi njegovi bratje Alojz, Ivan in Avgust.
Tik nad Prežihovo bajto stoji nad nekdanjim ajdovim strniščem mogočen bronast Prežihov spomenik, ki ga je izdelal akademski kipar Stojan Batič.
Prežihova bajta nas s svojo zunanjo podobo in notranjo urejenostjo seznanja z značilnim kmečko-delavskim okoljem, iz kakršnega so izšli Voranc in veliko njegovih literarnih junakov, s tem pa nam pomaga vsaj posredno spoznavati tudi Prežihovo človeško podobo in svet njegove literature.

## Znamenitosti
Na geografsko razgibanem prostoru celotne Občine Ravne na Koroškem so ohranjeni številni biseri narave, ki navdušujejo tako strokovnjake kot priložnostne obiskovalce. Prav tako bogata in raznolika je ohranjena naša kulturna dediščina. Številni spomeniki so dokumenti časa in govorijo zgodbe o življenju ob reki Meži ter na pobočjih Uršlje gore in okoliških hribov.
Ogrodje turistične ponudbe tvori širše območje Uršlje gore z Rimskim vrelcem, Prežihovino, Ivarčkim jezerom in smučiščem Poseka v športnem parku na Ravnah. Poudarek je na izletniškem turizmu s poudarkom na predstavitvi kulturno-zgodovinske dediščine (muzej železarstva, dvorec Ravne) in naravnih zanimivosti (Votla peč, Uršlja gora), ponudba športno-rekreativnih aktivnosti v naravi (Ivarčko, Ošven, športni park Ravne) ter turizem na podeželju oz. ponudba turističnih kmetij.
Kulturna dediščina so dobrine podedovane iz preteklosti in Koroška je bogata, saj lahko na vsakem koraku zasledimo delčke preteklosti. Mežiška dolina je zaradi rudarstva, predvsem pa zaradi Thurnovih in Rosthornovih železarn že sredi 19. stoletja veljala za industrijsko najbolj razvito območje na Slovenskem. Rudarstvo, železarstvo, gozdarstvo, lesna industrija, obrti in druge gospodarske dejavnosti so ob kmetijstvu pustili pomemben pečat, ki se zrcali v industrijski, tehniški in kulturni dediščini. Delček dediščine pa smo zajeli v naših ponudbah, kjer boste lahko skozi ponudbo spoznali zgodovinske čare Koroške.